# 红皮金合欢
红皮金合欢是豆科金合欢属植物，原产坦桑尼亚。本种树皮砖红色。种加词意思就是红色的树皮。